# Wieża widokowa na Górze Świętej Anny
Wieża widokowa na Górze Świętej Anny – kamienna wieża widokowa zbudowana w 1911 r. na stanowiącej część Wzgórz Włodzickich Górze Świętej Anny, w Nowej Rudzie na ziemi kłodzkiej. Budowla na Górze Świętej Anny jest jedną z kilku wież widokowych w Sudetach Środkowych. Inne znajdują się na: Górze Wszystkich Świętych, Grodziszczu (w ruinie), Kalenicy, Wielkiej Sowie, Włodzickiej Górze oraz w Suszynie.
Wieża zbudowana jest z miejscowego piaskowca o charakterystycznej czerwonej barwie (tzw. „piaskowiec budowlany”).

## Historia
W miejscu posadowienia wieży, na wysokości 647 m n.p.m. znajdował się dawniej schron turystyczny z pomostem widokowym. W 1911 r. staraniem Carla Ferchego i noworudzkiej sekcji Kłodzkiego Towarzystwa Górskiego (Glatzer Gebirgsverein) wybudowano wieżę widokową według projektu Heinricha Wolfa z Berlina dla turystów oraz pielgrzymów odwiedzających górę w celach religijnych, którą otwarto 29 października 1911. Była to jedna z pierwszych sudeckich wież widokowych wzniesionych w stylu modernizmu. Carl Ferche był również inicjatorem zbudowania schroniska  na szczycie Góry św. Anny w 1903 r..

### Przekaźnik
Po 1945 r., gdy na tych terenach nastąpiła wymiana ludności, stan techniczny wieży pogorszył się. Od 1962 r. znajdował się na niej przekaźnik radiowo-telewizyjny i nie była ona dostępna dla zwiedzających. Od 2006 r. lokalna społeczność podejmowała starania o przywrócenie obiektowi funkcji turystycznych. EmiTel Sp. z o.o., ówczesny dzierżawca, nie był skłonny do rezygnacji z jego użytkowania; niemniej na rok 2012 planowano udostępnienie wieży turystom.
Od 23 kwietnia 2013 roku prowadzono z niej emisję sygnału trzeciego multipleksu w ramach naziemnej telewizji cyfrowej.

### Renowacja i ponowne otwarcie wieży widokowej
We wrześniu 2013 r. władze Nowej Rudy ogłosiły przetarg na renowację wieży. Wykonawca wytyczył również miejski szlak turystyczny (pieszy i rowerowy) łączący ją z wieżą na Górze Wszystkich Świętych. Na początku 2014 r. rozpoczęły się prace remontowe: m.in. renowacja schodów, ścian, tarasu widokowego, balustrad, rekonstrukcję czternastu kolumn, wykonanie hełmu wieży, wyłożenie kamieniem posadzki między murkiem a wieżą, wiaty i ławki. Otwarcie odremontowanej wieży nastąpiło 5 października 2014 roku.

## Szlaki turystyczne
Kościelec - Góra Wszystkich Świętych - Góra Świętej Anny - Przełęcz pod Krępcem - Nowa Ruda - Włodzicka Góra - Świerki Dolne - Kompleks Gontowa - Sokolec - Schronisko Sowa - Wielka Sowa